# 1942
1942 (MCMXLII) var ett normalår som började en torsdag i den gregorianska kalendern.

## Händelser

### Januari
- 1 januari

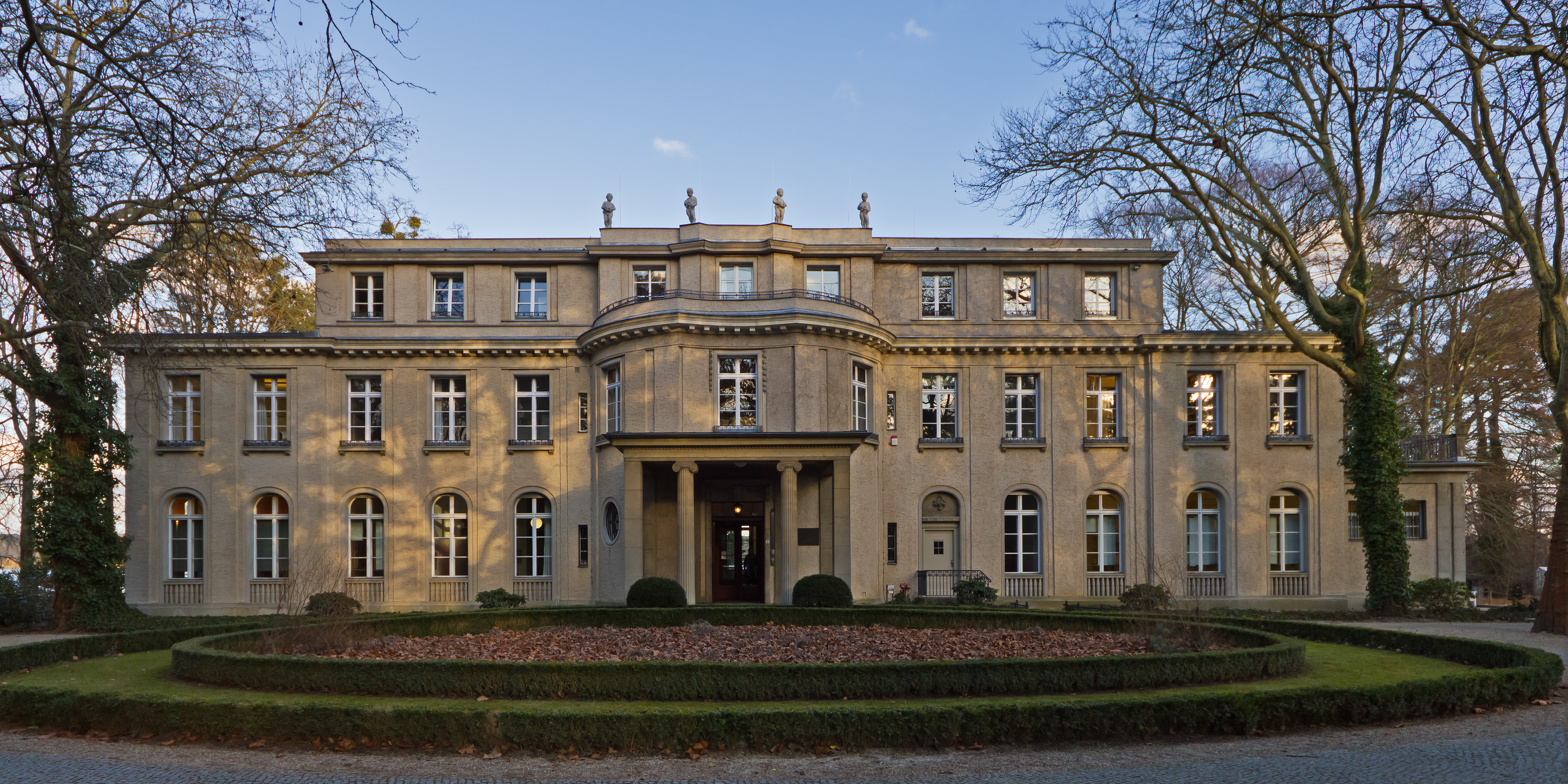
Wannseekonferensen

  - All offentlig belysning inskränks i Sverige. Reklamskyltarna släcks.[1]
  - Bollnäs stad och Kumla stad får stadsrättigheter.
- 2 januari – Manila intas av Japan.
- 7 januari – Textilransonering införs i Sverige [2].
- 11 januari
  - Japan förklarar krig mot Nederländerna och invaderar Nederländska Indien.
  - Japan intar Kuala Lumpur.
- 15 januari – De tyska styrkorna i Sovjetunionen har akuta problem med snö och köld i sina vinterförläggningar [3].
- 19 januari – Japanska soldater går in i Burma, tränger söderut vid Filippinerna och hotar Australien [4].
- 20 januari – Under den nazistiska Wannseekonferensen i Berlin ges SS-generalen Reinhard Heydrich i uppdrag att organisera den slutgiltiga lösningen på judefrågan, det vill säga systematiskt folkmord [3].
- 22 januari – Inom ramen för nytt hjälpprojekt kommer tusentals finländska krigsbarn till Stockholm för läkarundersökning och placering i svenska hem [3]. 4 200 finländska barn finns redan placerade på barnhem runtom i Sverige [5]. 450 barn från Finland tas emot i svenska hem, och under året kommer totalt 25 000 barn [1].
- 25 januari –  Temperaturen i södra Sverige sjunker till mellan -25 och -30° C medan det blåser 15–20 meter per sekund.[6]
- 26 januari
  - Orson Welles film En sensation (Citizen Kane) har svensk premiär.[4]
  - De första amerikanska trupperna kommer till Europa.
- 29 januari – Peru annekterar Orienteprovinsen och Tumbes hamn från Ecuador.[7]

### Februari

Argentinska Antarktis

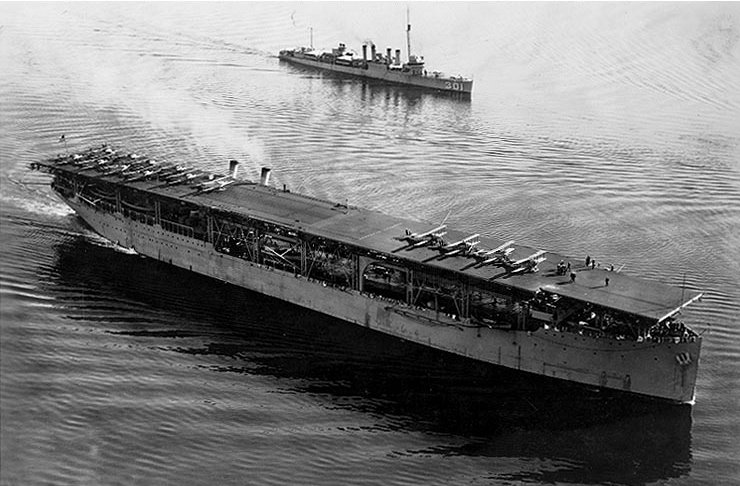
USS Langley (CV-1)

- 1 februari – Tysklands rikskommissarie Josef Terboven utnämner Vidkun Quisling till Norges regeringschef.[3]
- 8 februari – Argentina förklarar Argentinska Antarktis grundat.[8]
- 12 februari – I skånska Tyringe sammanstöter ett militärtåg med ett godståg varvid fem personer dör [9] och 15 skadas.
- 14 februari – Cornelius Warmerdam, USA förbättrar sitt eget världsrekord i stavhopp till 4,77 meter vid tävlingar i USA [3].
- 15 februari – Singapore kapitulerar för japanska styrkor då japanerna tvingat tillbaka britterna på Malackahalvön [4].
- 19 februari – Japanska bombplan anfaller Darwin, Australien.
- 24 februari
  - Norges biskopar lägger ner sina ämbeten i protest mot tyskarnas ockupation.
  - Båten SS Struma, som transporterar judiska flyktingar från axel-allierade Rumänien till Brittiska Palestina, torpederas och sänks av sovjetiska u-båten Sjtj 213, och 768 män, kvinnor och barn dödas, och den enda överlevaren är en 19-årig man. Detta blir andra världskrigets största civila sjöfartsolycka.[10]
- 26 februari – Köldrekord slås i hela Sverige, -35 grader i Skåne, vilket anses som 1900-talets kallaste dag i Sverige. Dessutom är temperaturen i bostäder och på arbetsplatser låg på grund av kolbristen [1]. Gotland isoleras på grund av inställd färjetrafik och Sverige upplever 1942 sin tredje exceptionellt kalla vinter i rad [5].
- 27 februari – Japanska flygplan sänker USS Langley, USA:s första hangarfartyg.

### Mars
- 8 mars – Japan erövrar Java [11] och tar över Nederländska Indien. USA:s soldater under Douglas McArthur börjar lämna Filippinerna [4].
- 17 mars – Japan har erövrat Filippinerna [11].
- 13 mars – 17 svenska tidningar av olika partifärg beslagtas av regeringen för att de har publicerat en artikel om tyskarnas tortyr i norska fängelser [1]. Den svenska beslagspolitiken når härmed sin kulmen.
- 26 mars
  - Deportationerna av judar till Auschwitz inleds [4].
  - Första numret av socialdemokratiska "Aftontidningen" utkommer [3], startad av LO som en motvikt mot det mycket tyskvänliga Aftonbladet. Redaktör är Frans Severin.
- 28 mars – Då det råder brist på koppar i Sverige släpps rostande mynt av järn ut [3].
- Våren – Det första interneringslägret för ryska krigsflyktingar i Sverige upprättas på Baggå herrgård i Västmanland.

### April

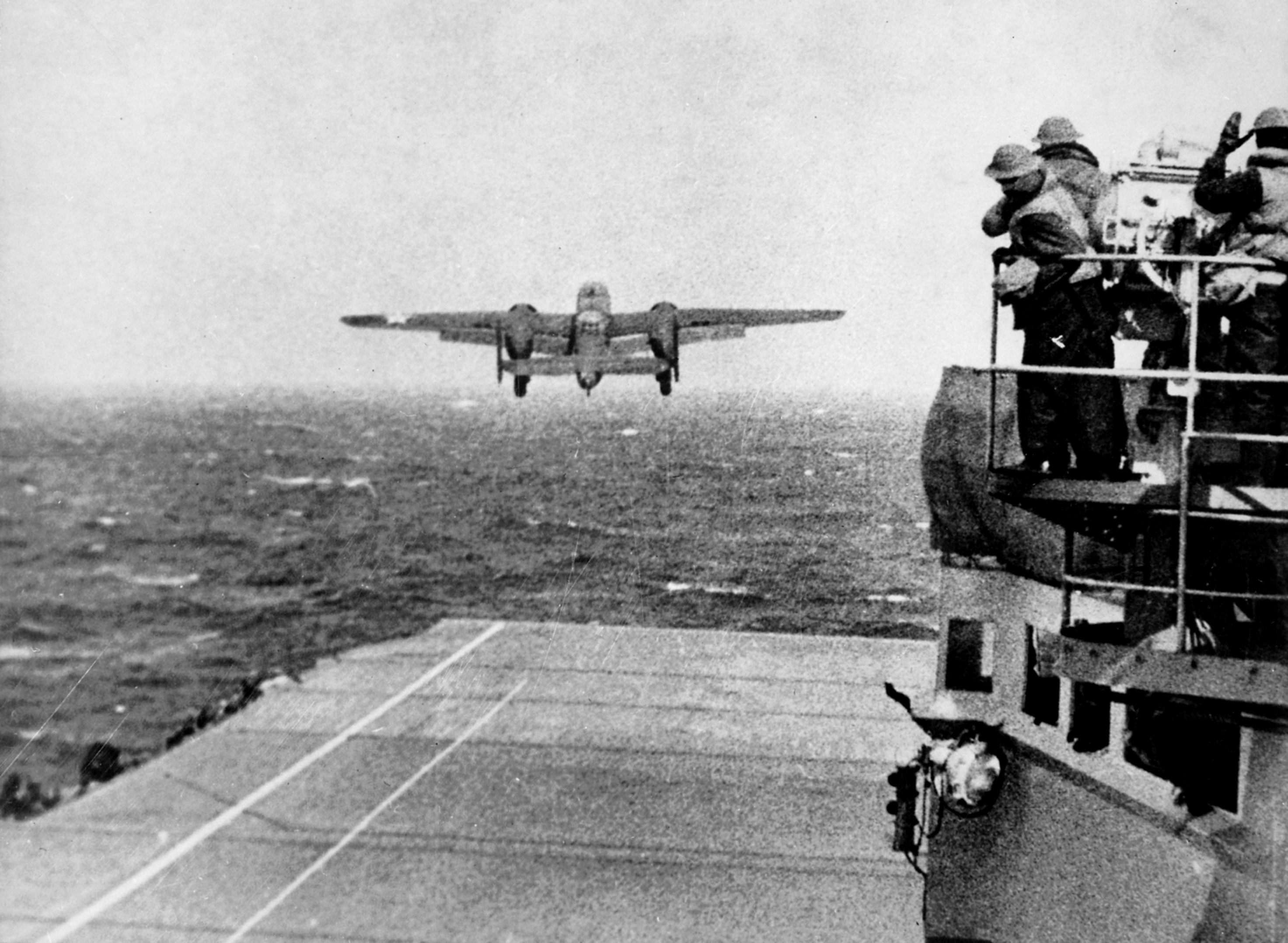
Doolittleräden.

- 5 april – 5 000 norska präster lägger ner sina ämbeten i protest mot naziregimen i Norge.
- 18 april
  - Pierre Laval blir regeringschef i Frankrike.
  - USA inleder flygbombningar av Tokyo, Yokohama och andra städer i Japan [4] som första amerikanska vedergällningen mot Japan för attacken på Pearl Harbor.
- 23 april – Brittiska flygvapnet inleder en fyra dagar lång bombning av Rostock.
- 24 april – Varmvatten tillåts i tre dagar i veckan i svenska hyreshus, i Stockholm kräver detta 12 000 kubikmeter ved extra [1].
- 29 april – Britterna bombar Trondheim.
- 30 april – 18 unga norrmän avrättas som hämnd för att två tyska säkerhetspoliser dödats i ett bakhåll [3].

### Maj
- Maj – Den första massgasningen sker i Birkenau-lägret, där 1 500 män och barn gasas ihjäl så fort de anlänt [4].
- 6 maj – De sista kvarvarande amerikanska styrkorna på Corregidor kapitulerar till de japanska styrkorna.
- 11 maj – Tyska ubåtar sänker amerikanska handelsfartyg i mynningarna till Mississippifloden och Saint Lawrencefloden.
- 27 maj – Tjeckiska motståndsmän utför ett attentat i Prag mot tyske SS-generalen Reinhard Heydrich, som skadas så att han avlider den 4 juni [3].
- 29 maj – Riksförbundet Sveriges lottakårer bildas [3].

### Juni

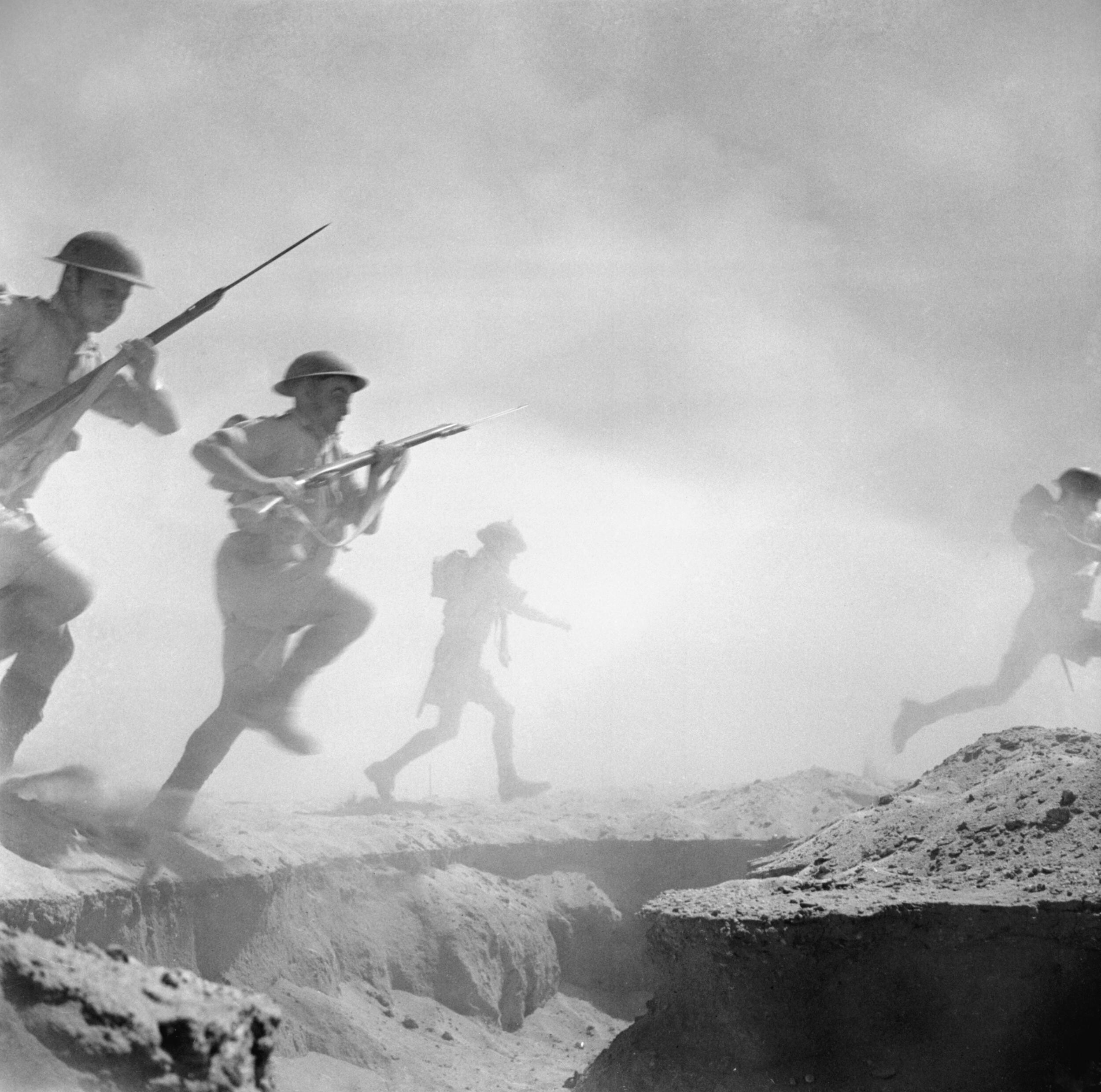
Slaget vid el-Alamein.

- 1 juni–27 juni – Första slaget vid El Alamein utkämpas.
- 4 juni – Adolf Hitler besöker Finlands överbefälhavare Gustaf Mannerheim i hans högkvarter i Finland och gratulerar på 75-årsdagen [3].
- 4–7 juni – Amerikanerna besegrar japanerna i slaget vid Midway, Japans första större nederlag i kriget och [4].  En japansk flotta med fyra hangarfartyg ställs mot en amerikansk med tre. Alla japanska sänks, USA förlorar ett [11]. Vändpunkten i Stillahavskriget.
- 5 juni – USA förklarar krig mot Bulgarien, Ungern och Rumänien [12].
- 7 juni – IFK Göteborg vinner Fotbollsallsvenskan.
- 10 juni
  - Den tjeckiska orten Lidice utanför Kladno och dess vuxna befolkning förintas av en tysk trupp som hämnd för attentatet mot riksprotektorn Reinhard Heydrich [3].
  - En ny svensk rättegångsbalk antas av riksdagen.
- 17 juni – Den svenska försvarsutredningens femårsplan antas av riksdagen. Försvaret förstärks, flygvapnet byggs ut och posten som ÖB görs permanent.
- 19 juni – För att bromsa hyreshöjningarna inför den svenska riksdagen hyresreglering och besittningsrätt för hyresgäster [1].
- 21 juni – Tyska soldater erövrar Tobruk [11].
- 22 juni
  - Tyska Afrikakåren tågar in i Egypten [11].
  - Ångbåten Ada Gorthon sänks av en sovjetisk ubåt på svenskt vatten på väg till Tyskland med malm [1].
  - Adolf Hitler befordrar generallöjtnanten Erwin Rommel till generalfältmarskalk och hoppar därmed över två generalsgrader.
- 29 juni – Den egyptiska kuststaden Mersa Matruh, som är en viktig brittisk stödjepunkt, erövras av general Erwin Rommels tyska Afrikakår.
- 30 juni – De sista judiska skolorna i Tyskland stängs.

### Juli
- Juli – Tyskland torpederar ytterligare en svensk malmbåt [1].
- 1 juli – Gunder Hägg springer en engelsk mil på nya världsrekordtiden 4.06,2. Den 3 juli sätter han nytt världsrekord även på två engelska mil, med tiden 8.47,8 i Stockholm.[4] i Stockholm [13]
- 4 juli – Amerikanska åttonde flygvapnet flyger på sitt första olycksbådande uppdrag i Europa med lånade brittiska flygplan. Tre av sex flygplan återvänder.[14]
- 11 juli – Fartyget M/S Luleå sänks av en ubåt utanför Västervik.
- 17 juli – Gunder Hägg springer 1 500 meter på nya världsrekordtiden 3.45,8 i Stockholm och fyra dagar senare även 2 000 meter på nya världsrekordtiden 5.16,4 i Malmö.[13].
- 18 juli – Sveriges riksdag beslutar att en flygflottilj, F 15, skall inrättas i Söderhamn.
- 22 juli – Deportationerna av judar från Warszawa till Treblinka inleds i tyskockuperade Polen utanför byn Treblinka. Fram till oktober 1943 dödas uppskattningsvis 850 000 personer där,[15] av vilka 800 000 var judar.[16]
- 23 juli – Adolf Hitler ger order om samtidiga anfall mot Leningrad, Stalingrad och Kaukasus.
- 24 juli – Sovjetiskt flyg bombar av misstag Borgholm på Öland,[17] men ingen kommer till skada.
- 26 juli – 175 000 brandbomber fälls över Hamburg.

### Augusti

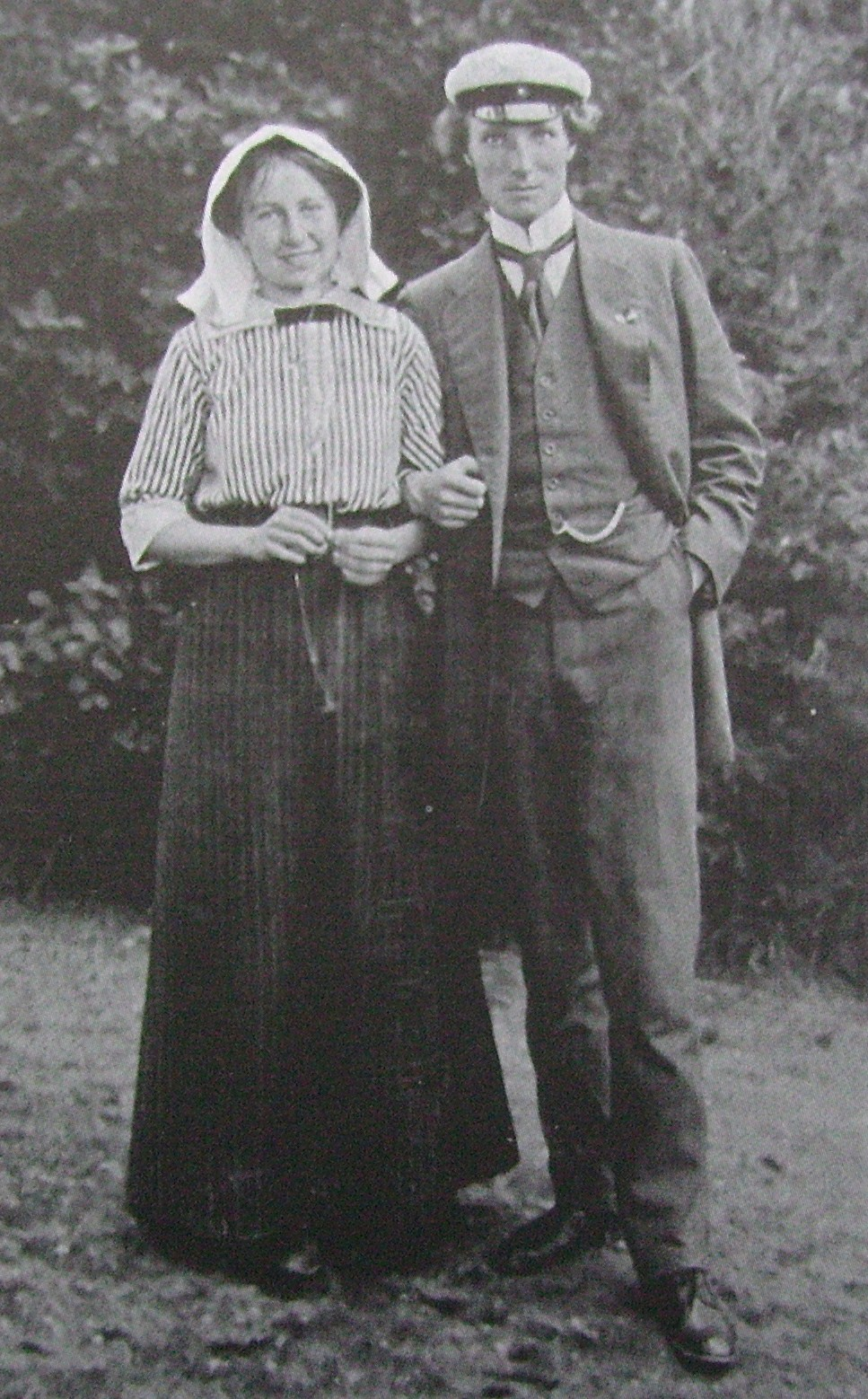
Manfred Björkquist.

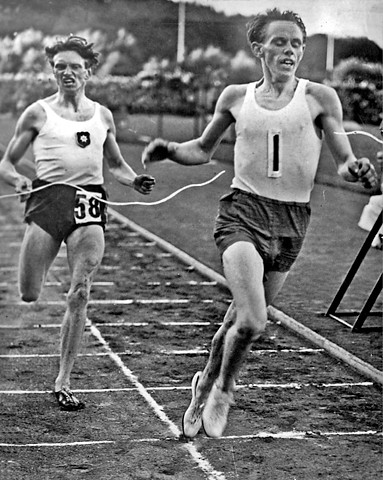
Gunder Hägg

- 6 augusti – Manfred Björkquist utses till Stockholms stifts förste biskop [5].

- 7 augusti

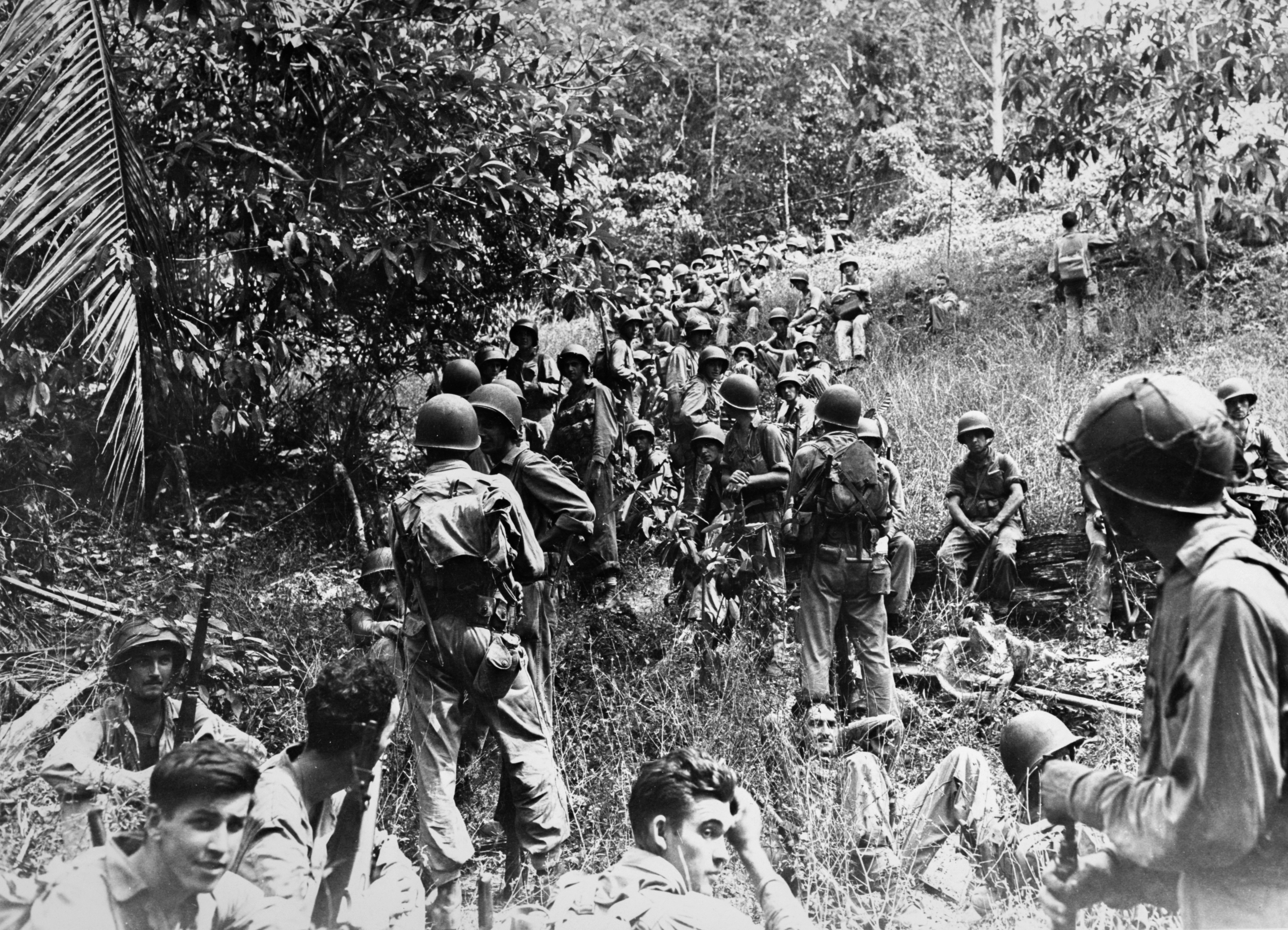
Amerikanska marinkårister i Guadalcanal.

  - Sven "Svängis" Johansson, Sverige vinner Sexdagarsloppet på cykel i Sverige [3].
  - Slaget om Guadalcanal inleds.
- 13 augusti – Brittiska och amerikanska forskare börjar samarbeta för att bygga en atombomb [4].
- 21 augusti
  - En kommission tillsätts för att utreda förekomsten av "ytterlighetsriktningar" inom den svenska polis- och officerskåren.
  - Gunder Hägg, Sverige springer 2 000 meter på nya världsrekordtiden 5.11.8 i Stockholm.[13].
- 23 augusti
  - Tyska trupper når Stalingrad.
  - Gunder Hägg, Sverige springer 3 000 meter på nya världsrekordtiden 8.01.02 i Östersund.[13].
- 25 augusti – Sovjetiska bombflygplan utför en omfattande bombning av Helsingfors [3] för andra gången på några dagar.
- 28 augusti – Gunder Hägg sätter sitt sjätte världsrekord för säsongen genom att springa 3000 meter på 8.01,2.

### September
- 3 september
  - Tyska soldater tränger in i Stalingrads förorter efter månaders hårda strider [4].
  - Svenska Norgehjälpen bildas.
- 4 september – Gunder Hägg, Sverige springer en 1 engelsk mil på nya världsrekordtiden 4.04,6 i Stockholm.[13].
- 9 september – Den första skärmbildsbussen för röntgenundersökning av TBC börjar sin färd genom Norrland [1] med ett besök i Ådalen [3].
- 11 september – Gunder Hägg, Sverige springer en 2 engelska mil på nya världsrekrodtiden 13.35,4 i Stockholm.[13].
- 12 september – Det brittiska fartyget RMS Laconia, med 2 725 personer ombord, sänks av en tysk u-båt utanför Afrikas västra kust.
- 18 september – Tyskarna avrättar i Paris 116 personer som de anser vara kommunistiska spioner.
- 20 september – Gunder Hägg, Sverige noterar nytt världsrekord på 5 000 meter löpning med 13.58.2 vid tävlingar på Slottsskogsvallen i Göteborg [3] samt springer 3 engelska mil på tiden 13.32,4 [13].
- 25 september – Brittiskt flyg bombar Oslo under Nasjonal samlings riksmöte.
- 27 september – Tyska kryssaren Stier och Libertyfartyget Stephen Hopkins sjunker efter ett kanonslag på Sydatlanten. Stier blir enda handelsrädare att sänkas av så kallade "Defensively Equipped Merchant Ships".[18]
- September – Den svenska tidskriften Judisk Krönika börjar publicera månatliga rapporter under rubriken "Utrotningskriget mot judarna".

### Oktober
- 2 oktober – Atlantångaren Queen Mary rammar och sänker en brittisk kryssare, i vilken 338 personer omkommer [9].
- 6 oktober – Undantagstillstånd införs i Trondheim, 25 personer avrättas för sabotageförsök.
- 13 oktober – Hugo Valentin publicerar artikeln "Utrotningskriget mot judarna" i Göteborgs Handels- och Sjöfarts Tidning.
- 16 oktober – En orkan och därmed sammanhängande översvämningar medför förluster av cirka 40 000 människoliv i området kring Bombay i Indien [19].
- 23 oktober – Den svenska regeringen beslutar att värnpliktiga födda 1923 skall uttas till tjänsteplikt i skogsbruket för att under kolbristen säkra tillgången på ved [1].
- 23 oktober–4 november – Andra slaget vid passet El Alamein utkämpas mellan Erwin Rommels tyska Afrikakår och Bernard Montgomerys åttonde brittiska armé, vilket innebär allierad seger [3] och vändpunkten i ökenkriget.
- 31 oktober – Prisstopp införs för första gången i Sverige, av rädsla för starkt ökande inflation [5].

### November

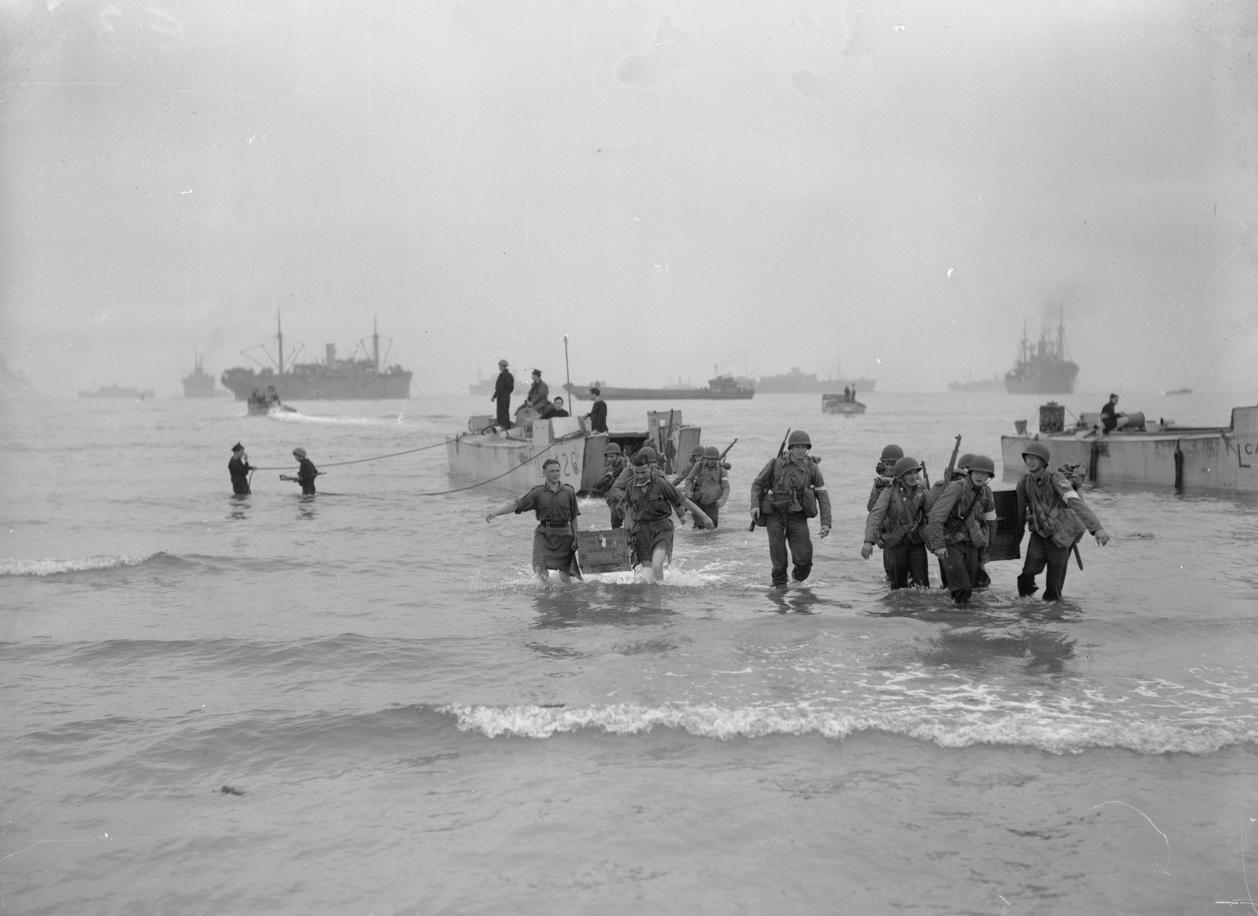
Operation Torch

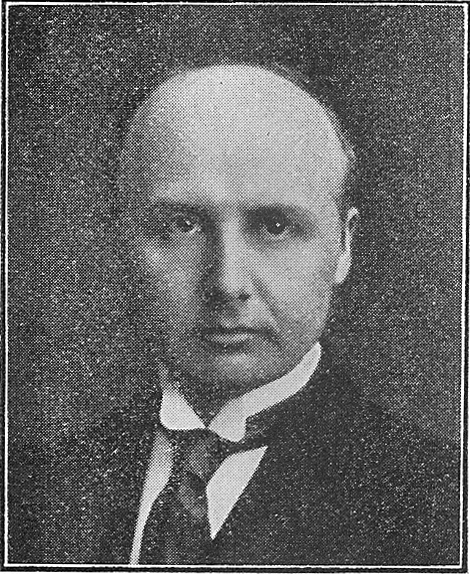
Erik Scavenius

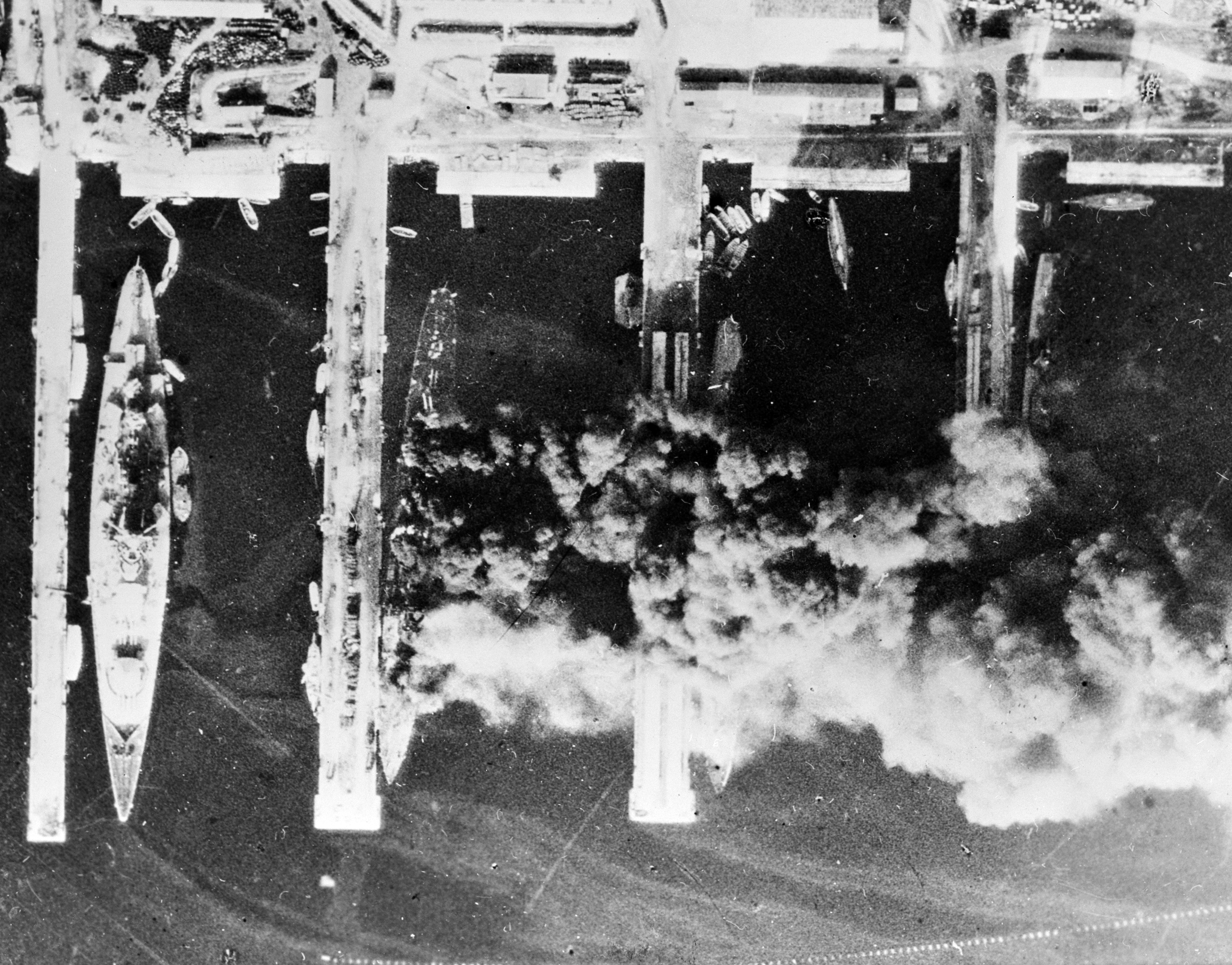
Sänkningen av den franska flottan i Toulon.

- 3 november – Tyska Afrikakåren under generalfältmarskalk Erwin Rommel retirerar.
- 8 november  – Operation Torch, där amerikanska och brittiska styrkor landstiger i Nordafrika med 185 000 man, inleds [4].
- 10 november
  - Tyska soldater utrymmer Egypten [11].
  - Erik Scavenius tillträder som statsminister i Danmark.
  - Som ett brott mot stilleståndsavtalet av 1940 invaderar tyska trupper Vichy-Frankrike som följd av general François Darlans överenskommelse om krigsstillestånd med de allierade i Nordafrika.
- 12 november – De allierade erövrar Tobruk i Libyen.
- 19 november – General Georgij Zjukovs sovjetryska trupper går till framgångsrik motoffensiv vid Stalingrad, som tvingar Tyskland att överge strategiska ställningar, och får krigslyckan att vända [3].
- 27 november – Frankrike sänker sin flotta utanför Toulon [11] för att undvika att den faller i tyskarnas händer.
- 28 november – Norska judar deporteras till Polen.
- 29 november – Blue Star Lines cargo liner MV Dunedin Star går på grund vid Skelettkusten utanför Sydvästafrika. Besättning och passagerare överlever efter en 26 dagar lång vandring till Windhoek.[20]
- November – Desertörer börjar tas emot som flyktingar i Sverige.
- November–december – Sedan den svenska regeringen meddelat Tyskland att man är beredd att ta emot återstående norska judar flyr cirka 900 av dem till Sverige. Svenska kyrkan uttalar sig för mottagandet av judiska flyktingar och mot rashat.

### December
- 1 december
  - Första numret av svenska sport- och äventyrstidningen Rekordmagasinet utkommer [3].
  - Konstnären Sven X:et Erixon utses till professor vid Konstakademien i Stockholm [5].
- 2 december – Den italienske fysikern Enrico Fermi, som lever i exil i USA, genomför en kontrollerad kärnreaktion i en reaktor i ett laboratorium i Chicago [4].
- 4 december – USA flygbombar Neapel.
- 15 december – Sovjetiska soldater omringar tyska i Stalingrad [11].
- 19 december – Efter förhandlingar mellan den svenska arbetsmarknadens organisationer kommer man överens om lönestopp.
- 21 december – Varmvatten tillåts återigen i tre dagar per vecka i svenska hyreshus [1].
- 31 december – Livsmedelsransonerna i Sverige har under året varit mycket knappa, men ändå anses hälsoläget gott [1].

### Okänt datum
- Amfetamin narkotikaklassas i Sverige [21].
- Arbetarskyddsnämnden inrättas genom ett avtal mellan LO och SAF. Den är ett gemensamt arbetsmiljöorgan för SAF, LO och PTK.
- Kommunala bostadsförmedlingar införs i Sverige.
- Elektrifieringen av stambanan genom övre Norrland slutförs.
- Den svenska militära underrättelsetjänsten organiseras i C-byrån.
- I Sverige firar den svenska folkskolan 100-årskalas med en utställning på Skansen i Stockholm.
- I Sverige uppnår Hembiträdesföreningarnas centralkommitté sitt maximum med 27 anslutna föreningar och 512 medlemmar [22].
- Enbärsstekt ungmås serveras på restaurang i Sverige [1].
- Munkfors, Sverige blir municipalsamhälle, UHB satsar på egnahemsbyggande [23].
- Svenskt rekord på kyleffekt noteras i Vuoggatjålme [6]
- Samernas folkhögskola grundas i Sorsele.
- Radioindustrins Fabrikaktiebolag (RIFA) grundas i Gränna av ASEA m.fl. för att säkra kondensatortillverkningen i Sverige.

## Födda

### Första kvartalet

#### Januari
- 1 januari – Gennadij Sarafanov, rysk kosmonaut. (död 2005)
- 2 januari – Dennis Hastert, amerikansk politiker, republikan.
- 3 januari
  - László Sólyom, ungersk politiker, president 2005–2010. (död 2023)
  - John Thaw, brittisk skådespelare, kommissarie Morse. (död 2002)
- 5 januari – Jaber al-Mubarak al-Hamad al-Sabah, kuwaitisk politiker. (död 2024)
- 8 januari
  - Stephen Hawking, brittisk fysiker. (död 2018)
  - Bob Taft, amerikansk politiker, guvernör i Ohio 1999–2007.
  - Vjatjeslav Zudov, rysk kosmonaut. (död 2024)
- 10 januari – Walter Hill, amerikansk filmregissör, manusförfattare och filmproducent.
- 11 januari – Clarence Clemons, amerikansk skådespelare och musiker, saxofonist i The E Street Band. (död 2011)
- 12 januari – Ramiro de León Carpio, guatemalansk politiker, president 1993–1996. (död 2002)
- 13 januari – Piero Marini, italiensk romersk-katolsk ärkebiskop och påvlig ceremonimästare.
- 14 januari – Stig Engström, svensk skådespelare.
- 16 januari – Doris Funcke, svensk skådespelare och konstnär. (död 2020)
- 17 januari – Muhammad Ali, amerikansk boxare. (död 2016)
- 18 januari – Vassula Rydén, grekisk profet. (död 2024)
- 21 januari
  - Han Pil-Hwa, nordkoreansk skridskoåkare
  - Edwin Starr, amerikansk soulsångare. (död 2003)
- 23 januari – Hans Alsér, svensk bordtennisspelare och förbundskapten för bordtennislandslaget. (död 1977)
- 29 januari
  - Arnaldo Tamayo Méndez, kubansk kosmonaut.
  - Laila Novak, svensk fotomodell, mannekäng och skådespelare.
- 30 januari – Marty Balin, amerikansk sångare, gitarrist, medlem i Jefferson Airplane. (död 2018)

#### Februari
- 1 februari – Terry Jones, brittisk komiker och skådespelare, medlem i Monty Python. (död 2020)
- 2 februari – Graham Nash, brittisk popmusiker (The Hollies, Crosby, Stills & Nash, Crosby, Stills, Nash & Young).
- 3 februari – Gunnar Edander, svensk kompositör, arrangör av filmmusik.
- 6 februari – Olle Stenholm, svensk journalist. (död 2007)
- 8 februari – Terry Melcher, amerikansk kompositör, låtskrivare och producent. (död 2004)
- 9 februari – Carole King, amerikansk sångerska och sångförfattare.
- 10 februari – Lawrence Weiner, amerikansk konstnär inom konceptkonsten. (död 2021)
- 15 februari
  - Kim Jong Il, nordkoreansk diktator. (död 2011)
  - Gunilla Åkesson, svensk skådespelare och sångerska.
- 16 februari – Bob Asklöf, svensk skådespelare och sångare. (död 2011)
- 17 februari – Huey P. Newton, amerikansk aktivist. (död 1989)
- 24 februari – Paul Jones, brittisk sångare, munspelare och skådespelare.
- 28 februari – Brian Jones, gitarrist, medlem i The Rolling Stones. (död 1969)

#### Mars
- 1 mars
  - Richard Myers, amerikansk flygvapengeneral, försvarschef 2001–2005.
  - Maj Wechselmann, svensk regissör och dokumentärfilmare.
- 2 mars
  - Karl-Gunnar Ellverson, svensk präst och författare. (död 2007)
  - John Irving, amerikansk författare.
  - Lou Reed, amerikansk sångare, låtskrivare (Velvet Underground, etc). (död 2013)
- 3 mars
  - Björn Gedda, svensk skådespelare.
  - Vladimir Kovaljonok, belarusisk kosmonaut.
- 4 mars – Stig Malm, svensk fackföreningsman ordförande i LO 1983–1993. (död 2021)
- 5 mars
  - Mike Resnick, amerikansk science fiction-författare. (död 2020)
  - Adrien Houngbédji, före detta regeringschef i Benin.
- 9 mars – John Cale, brittisk sångare, gitarrist, basist, pianist, låtskrivare och musikproducent.
- 11 mars – Amarinder Singh, indisk politiker, chefsminister i Punjab.
- 12 mars – Ratko Mladić, överbefälhavare för den bosnienserbiska armén 1992–1995.
- 13 mars – Scatman John, amerikansk musiker. (död 1999)
- 16 mars – Hansi Schwarz, svensk musiker, medlem i Hootenanny Singers. (död 2013)
- 17 mars – John Wayne Gacy, amerikansk seriemördare. (död 1994)
- 21 mars – Françoise Dorléac, fransk skådespelare. (död 1967)
- 22 mars – Abbas Djoussouf, regeringschef på Komorerna 1998–1999. (död 2010)
- 25 mars
  - Aretha Franklin, amerikansk gospel- och soulsångerska. (död 2018)
  - Richard O'Brien, brittisk skådespelare, författare och kompositör.
- 26 mars – Erica Jong, amerikansk författare.
- 27 mars
  - Hans Ernback, svensk skådespelare, teaterregissör dramatiker och konstnär. (död 2013)
  - Laila Westersund, svensk revyartist, skådespelare och sångare. (död 2011)
  - Michael York, brittisk skådespelare.
- 28 mars
  - Daniel Dennett, amerikansk professor i filosofi. (död 2024)
  - Neil Kinnock, brittisk politiker, partiledare för Labour 1983–1992.
  - Conrad Schumann, tysk soldat. (död 1998)
- 29 mars – Larry Pressler, amerikansk republikansk politiker, senator 1979–1997.

### Andra kvartalet

#### April
- 1 april – Samuel R. Delany, amerikansk författare och litteraturkritiker.
- 4 april – Monique Ernstdotter, svensk skådespelare.
- 5 april
  - Pascal Couchepin, schweizisk politiker, förbundspresident 2003 och 2008, inrikesminister 2003–2009.
  - Peter Greenaway, brittisk regissör.
- 6 april – Annelie Alexandersson, svensk dansare och skådespelare.
- 10 april – Ian Callaghan, engelsk fotbollsspelare.
- 11 april – Anatolij Berezovoj, rysk kosmonaut. (död 2014)
- 12 april – Carlos Reutemann, argentinsk racerförare och politiker. (död 2021)
- 13 april – Bill Conti, amerikansk filmmusikkompositör.
- 14 april
  - Valentin Lebedev, rysk kosmonaut.
  - Björn Rosengren, svensk socialdemokratisk politiker och fackföreningsman, landshövding i Norrbottens län 1995–1998 och näringslivsminister 1998–2002.
- 15 april
  - Jerry Williams, svensk rocksångare. (död 2018)
  - Kenneth Lay, amerikansk affärsman, grundare och VD av Enron Corporation. (död 2006)
- 18 april – Jochen Rindt, österrikisk racerförare. (död 1970)
- 19 april
  - Alan Price, brittisk musiker, medlem i The Animals.
  - Robert Sund, svensk psykolog, dirigent och kompositör.
- 20 april – Arto Paasilinna, finländsk författare. (död 2018)
- 21 april – Roland Wallstén,

svensk bildkonstnär.
- 24 april – Barbra Streisand, amerikansk sångerska och skådespelare.

#### Maj
- 2 maj – Jacques Rogge, belgisk ordförande i IOK. (död 2021)
- 4 maj – Moisés Hassan, medlem av juntan i Nicaragua 1979–1981.
- 5 maj
  - Jean Corston, brittisk parlamentsledamot för Labour.
  - Tammy Wynette, amerikansk countrysångerska. (död 1998)
- 7 maj – Christer Ulfbåge, svensk journalist och programledare i TV.
- 9 maj
  - John Ashcroft, amerikansk politiker, justitieminister 2001–2005.
  - Tommy Roe, amerikansk popsångare.
- 13 maj
  - Nina Sorokina, rysk ballerina. (död 2011)
  - Vladimir Dzhanibekov, kosmonaut från Uzbekistan.
- 14 maj – Byron Dorgan, amerikansk demokratisk politiker, senator 1992–2011.
- 17 maj – Tom Turesson, svensk fotbollsspelare. (död 2004)
- 22 maj – Ted Kaczynski, amerikansk förbrytare, känd som Unabombaren. (död 2023)
- 23 maj
  - Rolf Andersson, svensk dansare och skådespelare.
  - Sandra Dee, amerikansk skådespelare och sångerska. (död 2005)
  - Britt-Louise Tillbom, svensk skådespelare.
- 27 maj
  - Piers Courage, brittisk racerförare. (död 1970)
  - Björn Henricson, svensk filmproducent. (död 2000)

#### Juni
- 6 juni – Benito Casagrande, finländsk arkitekt.
- 13 juni
  - Inger Hammar, svensk lärare och historiker.
  - Abdulsalami Abubakar, president i Nigeria 1998–1999.
- 17 juni
  - Mohamed El Baradei, egyptisk chef för det internationella atomenergiorganet, IAEA.
  - Bhagat Singh Koshyari, indisk politiker, chefsminister i Uttaranchal 2001–2002.
- 18 juni
  - Roger Ebert, amerikansk filmkritiker.
  - Thabo Mbeki, sydafrikansk president från 1999.
  - Paul McCartney, brittisk sångare, musiker och låtskrivare, The Beatles.
- 20 juni – Brian Wilson, amerikansk sångare, kompositör, ledarfigur för The Beach Boys.
- 22 juni – Laila Freivalds, svensk politiker (s), justitieminister 1988–1991 samt 1994–2000, utrikesminister 2003–2006.
- 26 juni – Gilberto Gil, brasiliansk musiker och kulturminister.
- 27 juni
  - Christer Abrahamsen, svensk filmproducent.
  - Bruce Johnston, amerikansk musiker, medlem i The Beach Boys.
- 28 juni
  - Sjoukje Dijkstra, nederländsk konståkerska, OS- och flera VM-guld.
  - Björn Isfält, svensk kompositör, arrangör av filmmusik.
  - Jim Kolbe, amerikansk republikansk politiker, kongressledamot 1985–2007.
  - Chris Hani, sydafrikansk kommunistisk politiker.

### Tredje kvartalet

#### Juli
- 1 juli – Gustaf Elander, svensk skådespelare. (död 2000)
- 2 juli – Vicente Fox, Mexikos president 2000–2006.
- 7 juli – Kaj Ellertsson, svensk filmproducent.
- 9 juli – David Chidgey, brittisk politiker. (död 2022)
- 10 juli
  - Ronnie James Dio, brittisk rocksångare, varit med i Black Sabbath och Rainbow. (död 2010)
  - Phil Gingrey, amerikansk obstetriker och republikansk politiker, kongressledamot 2003–2015.
  - Pjotr Klimuk, belarusisk kosmonaut.
- 12 juli – Leif "Loket" Olsson, svensk programledare. (död 2025)
- 13 juli
  - Harrison Ford, amerikansk skådespelare.
  - Roger McGuinn, amerikansk musiker, medlem i The Byrds.
- 14 juli
  - Jan Rohde, norsk popsångare. (död 2005)
  - Javier Solana, spansk politiker.
- 23 juli – Myra Hindley, brittisk mördare. (död 2002)
- 24 juli
  - Sjerig-ool Oorzjak, president i Tuva.
  - Chris Sarandon, amerikansk skådespelare.
- 31 juli – Jan Bergquist, svensk dramatiker och skådespelare. (död 1993)

#### Augusti
- 2 augusti – Isabel Allende, chilensk författare.
- 4 augusti – Don S. Davis, amerikansk skådespelare, känd från TV-serien Stargate SG-1 som general Hammond. (död 2008)
- 5 augusti – Sergio Ramírez, Nicaraguas vicepresident 1984–1990.
- 6 augusti – Parker Griffith, amerikansk politiker, kongressledamot 2009–2011.
- 7 augusti – B.J. Thomas, amerikansk countrymusiker.
- 7 augusti – Tobin Bell, amerikansk skådespelare.
- 8 augusti – James Blanchard, amerikansk demokratisk politiker och diplomat, guvernör i Michigan 1983–1991.
- 17 augusti – Roshan Seth, indisk skådespelare.
- 18 augusti
  - Sten Elfström, svensk skådespelare.
  - Bosse Ringholm, svensk finansminister (s) 1999–2004, vice statsminister 2004–2006.
- 20 augusti – Isaac Hayes, amerikansk soulsångare, kompositör, musiker och skådespelare.
- 21 augusti – Maria Kaczyńska, polsk presidenthustru.
- 22 augusti – Erik Penser, svensk finansman.
- 23 augusti – Thorstein Bergman, svensk visdiktare och trubadursångare.
- 24 augusti – Max Cleland, amerikansk demokratisk politiker, senator 1997–2003.
- 25 augusti – Nathan Deal, amerikansk politiker.
- 27 augusti – Marion Berry, amerikansk demokratisk politiker.
- 28 augusti – José Eduardo dos Santos, president i Angola.
- 31 augusti – Bengt Berger, svensk musiker och kompositör.

#### September
- 1 september
  - António Lobo Antunes, portugisisk författare.
  - Gunnel Ginsburg, svensk illustratör.
  - C.J. Cherryh, amerikansk författare.
- 3 september – Al Jardine, amerikansk musiker, medlem i The Beach Boys.
- 4 september
  - Bob Filner, amerikansk demokratisk politiker, kongressledamot 1993–2012.
  - Raymond Floyd, amerikansk golfspelare.
- 7 september – Stewe Claeson, svensk författare och översättare. (död 2023)
- 9 september – John Linder, amerikansk republikansk politiker, kongressledamot 1993–2011.
- 12 september – Linda Gray, amerikansk skådespelare.
- 15 september – Stefan Böhm, svensk skådespelare, regissör och teaterledare.
- 18 september – Siv Strömquist, svensk språkvetare och författare till flera språkböcker.
- 24 september – Mike Berry, brittisk sångare. (död 2025)
- 27 september – Gun Hellsvik, svensk politiker (moderat), justitieminister 1991–1994. (död 2016)

### Fjärde kvartalet

#### Oktober
- 1 oktober
  - Jean-Pierre Jabouille, fransk racerförare. (död 2023)
  - Günter Wallraff, tysk journalist.
- 6 oktober
  - Britt Ekland, svensk skådespelare.
  - Björn Nordqvist, svensk fotbollsspelare.
- 11 oktober – Amitabh Bachchan, indisk skådespelare.
- 12 oktober
  - Daliah Lavi, israelisk skådespelare. (död 2017)
  - Bunchy Carter, martyr inom Svarta Pantrarna. (död 1969)
- 15 oktober – Penny Marshall, amerikansk skådespelare, filmproducent och regissör. (död 2018)
- 17 oktober – Gary Puckett, amerikansk sångare och gitarrist.
- 20 oktober – Christiane Nüsslein-Volhard, tysk biolog och genetiker, mottagare av Nobelpriset i fysiologi eller medicin 1995.
- 21 oktober – Elvin Bishop, amerikansk bluesmusiker.
- 26 oktober
  - Bob Hoskins, brittisk skådespelare.
  - Kenneth Johnson, amerikansk regissör.
  - Cecilia Torudd, svensk illustratör och serietecknare, Ensamma mamman.
- 27 oktober – Marie Göranzon, svensk skådespelare.
- 28 oktober – Kees Verkerk, nederländsk skridskoåkare.

#### November
- 1 november
  - Larry Flynt, amerikansk porrmogul, grundare av Hustler. (död 2021)
  - John Spratt, amerikansk demokratisk politiker, kongressledamot 1983–.
  - Olle Svenning, svensk journalist och författare.
- 3 november – Christer Petterson, svensk trummis, medlem i Hep Stars.
- 5 november – Ingrid Boström, svensk skådespelare.
- 7 november – Johnny Rivers, amerikansk sångare och gitarrist.
- 10 november – Hans-Rudolf Merz, schweizisk politiker, finansminister från 2003.
- 13 november – John P. Hammond, amerikansk bluesgitarrist och sångare.
- 14 november – Jan Stenbeck, svensk medieman (Tele2 med mera).
- 15 november – Daniel Barenboim, israelisk pianist och dirigent.
- 17 november
  - Bo Holmberg, landshövding i Södermanlands län.
  - Boel Flodgren, svensk universitetsrektor, jurist och professor.
  - Martin Scorsese, amerikansk filmregissör.
- 18 november – Susan Sullivan, amerikansk skådespelare.
- 19 november
  - Gary Ackerman, amerikansk demokratisk politiker, kongressledamot 1983–.
  - Calvin Klein, amerikansk modeskapare.
- 20 november
  - Paulos Faraj Rahho, irakisk kaldeisk-katolsk ärkebiskop.
  - Norman Greenbaum, amerikansk sångare och låtskrivare.
  - Joe Biden, amerikansk demokratisk politiker.
  - Johan Hirschfeldt, svensk jurist.
- 24 november – Billy Connolly, brittisk komiker, musiker och skådespelare.
- 25 november – Rosa von Praunheim, tysk filmregissör, författare, konstnär och aktivist för homosexuellas rättigheter.
- 27 november
  - Ulf Elfving, svensk radioprogramledare.
  - Jimi Hendrix, amerikansk rockmusiker. (död 1970)
- 28 november – Eric Shinseki, amerikansk general och politiker, arméchef 1999–2003, krigsveteranminister 2009–2014.

#### December
- 1 december – Jukka Paarma, ärkebiskop i Åbo ärkestift inom Evangelisk-lutherska kyrkan i Finland 1998–2010.
- 2 december – Tim Boswell, brittisk parlamentsledamot för Conservative.
- 3 december
  - Alice Schwarzer, journalist.
  - Astrid Strüwer, svensk dansare och balettpedagog.
- 5 december – Herbert Dreilich, tysk rockmusiker (sångare och gitarrist i Karat).
- 9 december
  - Billy Bremner, skotsk fotbollsspelare.
  - Dick Butkus, amerikansk utövare av amerikansk fotboll och skådespelare.
- 10 december – Catherine Share, en av kvinnorna i Charles Mansons gäng.
- 13 december
  - Anna Eshoo, amerikansk demokratisk politiker, kongressledamot 1993–.
  - Arne Treholt, norsk politiker, diplomat och spion.
- 14 december – Erik Norberg, svensk historiker, riksarkivarie 1991–2003.
- 15 december – Kathleen Blanco, amerikansk politiker, guvernör i Louisiana 2004–2008.
- 17 december
  - Paul Butterfield, bluessångare och musiker, som ledde Paul Butterfield Blues Band.
  - Muhammadu Buhari, president i Nigeria 1983-1985.
- 21 december
  - Hu Jintao, kinesisk kommunistisk politiker, president 2003–2013.
  - Reinhard Mey, sångare.
- 23 december
  - Lars-Erik Berenett, svensk skådespelare.
  - Grynet Molvig, norsk-svensk skådespelare.
- 26 december – Marco Vinicio Cerezo, president i Guatemala 1986–1991.
- 29 december
  - Rick Danko, amerikansk rockmusiker, gitarrist i The Band. (död 1999)
  - Oscar Rodriguez Maradiaga, ärkebiskop av Tegucigalpa, Honduras.
- 30 december
  - Michael Nesmith, amerikansk skådespelare och musiker, medlem av The Monkees 1966–1969. (död 2021)
  - Fred Ward, amerikansk skådespelare. (död 2022)
- 31 december – Jan Steinmann, svensk TV-chef och affärsman.

## Avlidna

### Första kvartalet

#### Januari
- 16 januari – Carole Lombard, 33, amerikansk skådespelare.
- 17 januari – Walter von Reichenau, 57, tysk fältmarskalk.

#### Februari
- 4 februari – Fountain L. Thompson, 87, amerikansk demokratisk politiker, senator 1909–1910.
- 8 februari – Fritz Todt, tysk ingenjör, 50, nazist, ledare för Organisation Todt.
- 22 februari – Stefan Zweig, 60, österrikisk författare.
- 24 februari – Anton Drexler, 57, tysk politiker, grundare av DAP.

#### Mars
- 8 mars – José Raoul Capablanca, 53, kubansk schackspelare, världsmästare 1921–1927.
- 10 mars – Earl L. Brewer, 72, amerikansk demokratisk politiker, guvernör i Mississippi 1912–1916.
- 12 mars – Robert Bosch, 80, tysk industriman.
- 14 mars – Bibb Graves, 70, amerikansk politiker, guvernör i Alabama 1927–1931 och 1935–1939.
- 21 mars – Mathilda Malling, 78, f. Kruse, svensk författare.

### Andra kvartalet

#### April
- 15 april
  - Ludvig "Lubbe" Nordström, 60, svensk författare och journalist [1].
  - Robert Musil, 61, österrikisk författare.
- 24 april – Lucy Maud Montgomery, 67, kanadensisk författare.

#### Maj
- 3 maj – Thorvald Stauning, 68, dansk socialdemokratisk politiker, f.d. statsminister.
- 17 maj – Signe Brander, 73, finländsk fotograf.
- 22 maj – Stjepan Filipović, 26, jugoslavisk kommunist och partisan.
- 29 maj – John Barrymore, 60, amerikansk skådespelare.

#### Juni
- 4 juni – Reinhard Heydrich, 38, tysk SS-general (SS-Obergruppenführer), riksprotektor i Böhmen-Mähren, död efter attentat.
- 10 juni – Stanley Lupino, 49, brittisk skådespelare, författare och dramatiker.
- 19 juni – Alois Eliáš, 51, tjeckoslovakisk general och politiker.
- 24 juni – Ludwig Aschoff, 76, tysk läkare och patolog.
- 26 juni - Agda Östlund, 72, svensk sömmerska, riksdagsledamot, ordförande i Stockholms allmänna kvinnoklubb.
- 30 juni – William Henry Jackson, 99, amerikansk konstnär, fotograf och upptäcktsresande.

### Tredje kvartalet

#### Juli
- 5 juli – Karin Swanström, 69, svensk skådespelare, regissör, producent och teaterdirektör.
- 10 juli – Viran Rydkvist, 62, svensk skådespelare och teaterdirektör.
- 12 juli – Thomas F. Bayard Jr., 74, amerikansk demokratisk politiker, senator 1922–1929.
- 30 juli – Jimmy Blanton, 23, amerikansk jazzmusiker, kontrabasist.

#### Augusti
- 3 augusti – Richard Willstätter, 69, tysk-judisk kemist, nobelpristagare.
- 5 augusti – Janusz Korczak, 64, polsk läkare, författare och barnpedagog.
- 9 augusti – Edith Stein, 50, Teresa Benedicta av Korset, filosof, karmelitnunna och martyr, helgon.
- 20 augusti – Rudolf Spielmann, 59, österrikisk schackspelare.
- 22 augusti – Michail Fokin, 62, rysk balettdansör och koreograf.
- 28 augusti – Harold Hilton, 73, engelsk golfspelare.

#### September
- 22 september – Westmoreland Davis, 83, amerikansk demokratisk politiker, guvernör i Virginia 1918–1922.

### Fjärde kvartalet

#### Oktober
- 28 oktober – Bruno Tacke, 81, tysk lantbrukskemist.

#### November
- 3 november – Eric Abrahamsson, 52, svensk skådespelare.
- 20 november – Emma Meissner, 76, svensk operettsångerska (sopran) och skådespelare.
- 21 november – James Hertzog, 76, sydafrikansk general, jurist och politiker.

#### December
- 1 december – Ruth Maier, 22, österrikisk judinna.
- 3 december – Wilhelm Peterson-Berger, 75, svensk tonsättare och musikkritiker [1].
- 6 december – Karl Herxheimer, 81, tysk dermatolog.
- 8 december – Albert Kahn, 73, amerikansk arkitekt.
- 24 december
  - François Darlan, 61, fransk amiral, vicepresident i Vichyfrankrike 1941-1942 (mördad).
  - Bertil Schedin, 44, svensk skådespelare.

## Nobelpris
- Inga pris utdelades.[24]

### Fotnoter
1. 1 2 3 4 5 6 7 8 9 10 11 12 13 14 15  Hundra år i Sverige – 1942, Hans Dahlberg, Albert Bonniers, 1999
2. ↑  Hundra år i Sverige – Försiktighetens tid: Smädliga omdömen, Hans Dahlberg, Albert Bonniers, 1999
3. 1 2 3 4 5 6 7 8 9 10 11 12 13 14 15 16 17 18 19  20:e århundrades När Var Hur – 1942, Bernt Himmelstedt, Forum, 1999
4. 1 2 3 4 5 6 7 8 9 10 11 12 13  100 år med Aftonbladet – 1942, 1999
5. 1 2 3 4 5  Sverige 1900-talet – 1941, NE, Bra Böcker, 2000
6. 1 2  Sverige 1900-talet – Varmare men från ett kallt utgångsläge, NE, Bra Böcker, 2000
7. ↑  ”World Statesmen”. http://www.worldstatesmen.org/Ecuador.html.
8. ↑  ”World Statesmen (läst 3 april 2011)”. http://www.worldstatesmen.org/Argentina.html#Tierra.
9. 1 2  Faktakalendern 1996, Semic, 1995
10. ↑  Det verkliga antalet dödade, inklusive 10 besättningsmän, är osäkert men enligt senare studier omkom 791 personer, 785 av dem judar.Franz & Collinss bok Death on the Black Sea: The Untold Story of the Struma and WWII's Holocaust at Sea, kallar den för "krigets största civila sjöfartsolycka." (lista 255)
11. 1 2 3 4 5 6 7 8  Faktakalendern 2000 – 1942 (Utlandet) , Semic, 1999
12. ↑  ”USA:s militära insatser i utlandet”. Arkiverad från originalet den 12 oktober 2011. https://www.webcitation.org/62NCLaa95?url=http://www.history.navy.mil/library/online/forces.htm.
13. 1 2 3 4 5 6 7  100 år med Aftonbladet – Alla ville se Gunder slakta världsrekord, 1999
14. ↑  ”Taphilo.com”. Arkiverad från originalet den 16 juli 2011. https://web.archive.org/web/20110716193024/http://www.taphilo.com/history/8thaf/index.shtml.
15. ↑  Treblinka – ein Todeslager der "Aktion Reinhard", in: "Aktion Reinhard" – Die Vernichtung der Juden im Generalgouvernement, Bogdan Musial (ed.), Osnabrück 2004, pp. 257–281.
16. ↑  Donald L. Niewyk, Francis R. Nicosia, The Columbia guide to the Holocaust, Columbia University Press, 2000, ISBN 0-231-11200-9. Page 210
17. ↑  Faktakalendern 2000 – 1942 (Sverige), 1999
18. ↑  Muggenthaler, August Karl (1977). German Raiders of WWII. Prentice-Hall. sid. 241–242. ISBN 0-13-354027-8
19. ↑  Faktakalendern 2006, Semic, 2005
20. ↑  Dawson, Jeff (2005). Dead Reckoning: The Dunedin Star Disaster. London: Weidenfeld & Nicolson. ISBN 0753820447. http://books.google.com/books?id=naMFHgAACAAJ. Läst 31 mars 2008
21. ↑  ”Narkotika”. Arkiverad från originalet den 24 maj 2011. https://web.archive.org/web/20110524131828/http://members.fortunecity.com/simulatorsmusicsite/droger/narkotika.htm.
22. ↑  ”Hembiträdesföreningarnas centralkommitté (läst 29 oktober 2010, ny version läst 10 januari 2011)”. https://arkivkatalog.arbark.se/?refkod=288.
23. ↑  Sverige 1900-talet – Bruket dominerade Munkfors utveckling, NE, Bra Böcker, 2000
24. ↑  ”Nobelpriset”. https://www.nobelprize.org/prizes/lists/all-nobel-prizes/. Läst 10 april 2011.